# Pallavolo Loreto (maschile)
La Pallavolo Loreto è una squadra pallavolistica maschile italiana con sede a Loreto.

## Storia
Il club nacque nel 1966 e, nel corso degli anni settanta, grazie al sostegno economico garantito della ditta di liquori e vini Tombolini, partecipò ai maggiori campionati italiani maschili di pallavolo. Sponsorizzata dall'Amaro Più, la squadra approdò in Serie A1 al termine della stagione 1977-78.
L'esperienza in massima serie durò tre anni; nella stagione 80/81 raggiunse la finale di Coppa Cev e dopo la retrocessione del 1980-81 la Pallavolo Loreto rinunciò alla Serie A2 e solo negli anni Novanta seppe riabilitarsi. Ha ottenuto nel (2008-09), dopo dodici stagioni consecutive in A2, il ritorno in massima serie a 28 anni di distanza dall'ultima apparizione. Non riesce però nell'intento di rimanere nella massima serie, retrocedendo nuovamente in A2 alla fine della stagione 2009-10. È sponsorizzata dall'Esse-Ti Telecomunicazioni e dalla Cassa di Risparmio di Loreto. Dalla stagione 2010-11 il nuovo main sponsor è Energy Resources. Nella 2012-13 retrocede in Serie B1, rinunciando all'iscrizione al successivo campionato.